# شرکت حمل و نقل لندن
شرکت حمل و نقل لندن (انگلیسی: Transport for London) با نام اختصاری (TfL) یک نهاد محلی وابسته به دولت بریتانیاست که مسئولیت بخش عمده امور شبکه حمل و نقل در لندن و حومه شهر را بر عهده دارد.

شرکت حمل و نقل لندن مسئولیت شبکه‌های ریلی متعدد از جمله متروی لندن و بخشی از راه‌آهن و خطوط هوایی و همچنین اتوبوس‌ها، تاکسی‌ها، مسیرهای اصلی جاده، دوچرخه سواری، تراموا و قایق‌رانی را بر عهده دارد. خدمات این شرکت توسط همکاری بخش دولتی و خصوصی از جمله صدور مجوز ارائه می‌شود. مسئولیت اداری این شرکت با یک هیئت مدیره انتصابی از جانب شهردار لندن است که خود ریاست آن را در اختیار دارد. در سال ۲۰۱۹م، ۱۰٫۳ میلیارد پوند بودجه به شرکت حمل و نقل لندن اختصاص یافت که ۴۷ در صد آن از محل درآمد کرایه‌ها تأمین شد. مابقی بودجه عمدتاً از طریق کمک‌های بلاعوض دولتی (۳۳ در صد)، دریافت وام (۸ درصد) و سایر درآمدها (۱۲ در صد) تأمین شده‌است. همچنین شرکت حمل و نقل لندن با وزارت ترابری بریتانیا برای گسترش شبکه حمل و نقل و احداث خطوط جدید راه‌آهن همکاری دارد.
در سال ۲۰۲۰م، در طول همه‌گیری کووید-۱۹ در بریتانیا، از آنجایی که درآمد کرایه‌ها ۹۰ در صد کاهش یافته بود، شرکت حمل و نقل لندن، ضمن درخواست کمک فوری  از دولت، ۴۰ در صد کاهش در مخارج سرمایه‌گذاری را پیشنهاد داد.

## پیشینه
شرکت حمل و نقل لندن، در سال ۲۰۰۰م، به عنوان بخشی از دستگاه لندن بزرگ (GLA) تشکیل شد. اما تا سال ۲۰۰۳م، مسئولیت متروی لندن به شرکت حمل و نقل لندن، منتقل نشده بود. پس از حصول توافق بر سر همکاری بخش دولتی و خصوصی به دنبال یکسری از بحث‌های جنجالی، تصمیم گرفته شد که امور مراقبت و تعمیر به بخش خصوصی سپرده شده و بخش دولتی مسئولیت امور حمل و نقل را بر عهده گیرد. تا پیش از تأسیس شرکت حمل و نقل لندن، مسئولیت اداری امور حمل و نقل لندن بر عهده پلیس لندن بود.